# Meridiano 151 W
O meridiano 151 W é um meridiano que, partindo do Polo Norte, atravessa o Oceano Ártico, América do Norte, Oceano Pacífico, Oceano Antártico, Antártida e chega ao Polo Sul. Forma um círculo máximo com o Meridiano 29 E. Ao nível da Linha do Equador dista 16 809 km do Meridiano de Greenwich
Começando no Polo Norte, o meridiano 151º Oeste tem os seguintes cruzamentos:
| País, território ou mar | Notas                                                |
| ----------------------- | ---------------------------------------------------- |
| Oceano Ártico           |                                                      |
| Mar de Beaufort         |                                                      |
| Estados Unidos          | Alasca                                               |
| Enseada de Cook         |                                                      |
| Estados Unidos          | Península de Kenai, Alasca                           |
| Oceano Pacífico         |                                                      |
| Polinésia Francesa      | Ilha Huahine                                         |
| Oceano Pacífico         |                                                      |
| Oceano Antártico        |                                                      |
| Antártida               | Dependência de Ross, reivindicada pela Nova Zelândia |